# Unión Internacional de Pentatlón Moderno
La Unión Internacional de Pentatlón Moderno (UIPM) es el organismo mundial que se dedica a regular las normas del pentatlón moderno a nivel competitivo, así como de celebrar periódicamente competiciones y eventos.
Fue fundada el 13 de agosto de 1948 y actualmente tiene su sede en Mónaco.

## Historia
- 1948: fundación de la Unión Internacional de Pentatlón Moderno (UIPM). El primer presidente es el sueco Gustaf Dyrssen.

- 1949: primer Campeonato mundial de pentatlón moderno celebrado en Estocolmo.

- 1960: la UIPM se adjudica la organización de eventos internacionales de biatlón y pasa a denominarse Unión Internacional de Pentatlón Moderno y Biatlón (UIPMB)

- 1981: primer Campeonato mundial femenino de pentatlón moderno celebrado en Londres.

- 1993: separación del cuerpo administrativo para el pentatlón moderno y el biatlón dentro de la Unión, con el objetivo de dejar actuar a ambas organizaciones de forma autónoma dentro de una misma denominación oficial.

- 1998: fundación de la Unión Internacional de Biatlón como organismo independiente. La UIPMB pasa a denominarse nuevamente UIPM.

## Eventos
La UIPM tiene como misión organizar y coordinar numerosas competiciones de pentatlón moderno a nivel internacional, entre las que destacan:
- Torneo de pentatlón moderno en los Juegos Olímpicos
- Campeonato Mundial de Pentatlón Moderno
- Copa Mundial de Pentatlón Moderno
- Liga Mundial de Pentatlón Moderno
- Campeonato Mundial Junior
- Campeonato Europeo de Pentatlón Moderno

## Organización

### Presidentes
| N.º | Periodo     | Nombre          | País            |
| --- | ----------- | --------------- | --------------- |
| 1   | 1948 – 1960 | Gustaf Dyrssen  | Suecia          |
| 2   | 1960 – 1988 | Sven Thofelt    | Suecia          |
| 3   | 1988 – 1992 | Igor Novikov    | Unión Soviética |
| 4   | 1992 –      | Klaus Schormann | Alemania        |

### Federaciones nacionales
La UIPM cuenta en 2011 con la afiliación de 115 federaciones nacionales de los cinco continentales:
| África (21) | América (21) | Asia (27) | Europa (43) | Oceanía (3)                  |
| --- | --- | --- | --- | ---------------------------- |
| Argelia · Benín · Botsuana · Camerún · Costa de Marfil · Egipto · Ghana · Kenia · Lesoto · Liberia · Libia · Marruecos · Mozambique · Namibia · Nigeria · Suazilandia · Senegal · Sudáfrica · Togo · Túnez · Zimbabue | Argentina () · Aruba · Bolivia · Brasil · Canadá · Chile · Colombia · Cuba · República Dominicana () · Ecuador · El Salvador · Estados Unidos () · Guatemala () · Honduras · México · Panamá · Paraguay · Perú · Puerto Rico · Uruguay · Venezuela | Baréin · China · Corea del Sur · Corea del Norte · EAU · Filipinas · Hong Kong · India · Indonesia · Irán · Irak · Japón · Jordania · Kazajistán · Kirguistán · Kuwait · Líbano · Malasia · Palestina · Catar · Singapur · Siria · Tailandia · China Taipéi · Tayikistán · Turkmenistán · Uzbekistán | Albania · Alemania · Armenia · Austria · Azerbaiyán · Bélgica · Bielorrusia · Bosnia y Herzegovina · Bulgaria · Chipre · Croacia · Dinamarca · Eslovaquia · Eslovenia · España () · Estonia · Finlandia · Francia · Georgia · Grecia · Hungría · Irlanda · Israel · Italia · Letonia · Lituania · Macedonia del Norte · Malta · Moldavia · Mónaco · Noruega · Países Bajos · Polonia · Portugal · Reino Unido · República Checa · Rumania · Rusia · Serbia · Suecia · Suiza · Turquía · Ucrania | Australia Guam Nueva Zelanda |